# Amphiesma beddomei
Amphiesma beddomei este o specie de șerpi din genul Amphiesma, familia Colubridae, descrisă de Günther 1864. Conform Catalogue of Life specia Amphiesma beddomei nu are subspecii cunoscute.

## Galerie

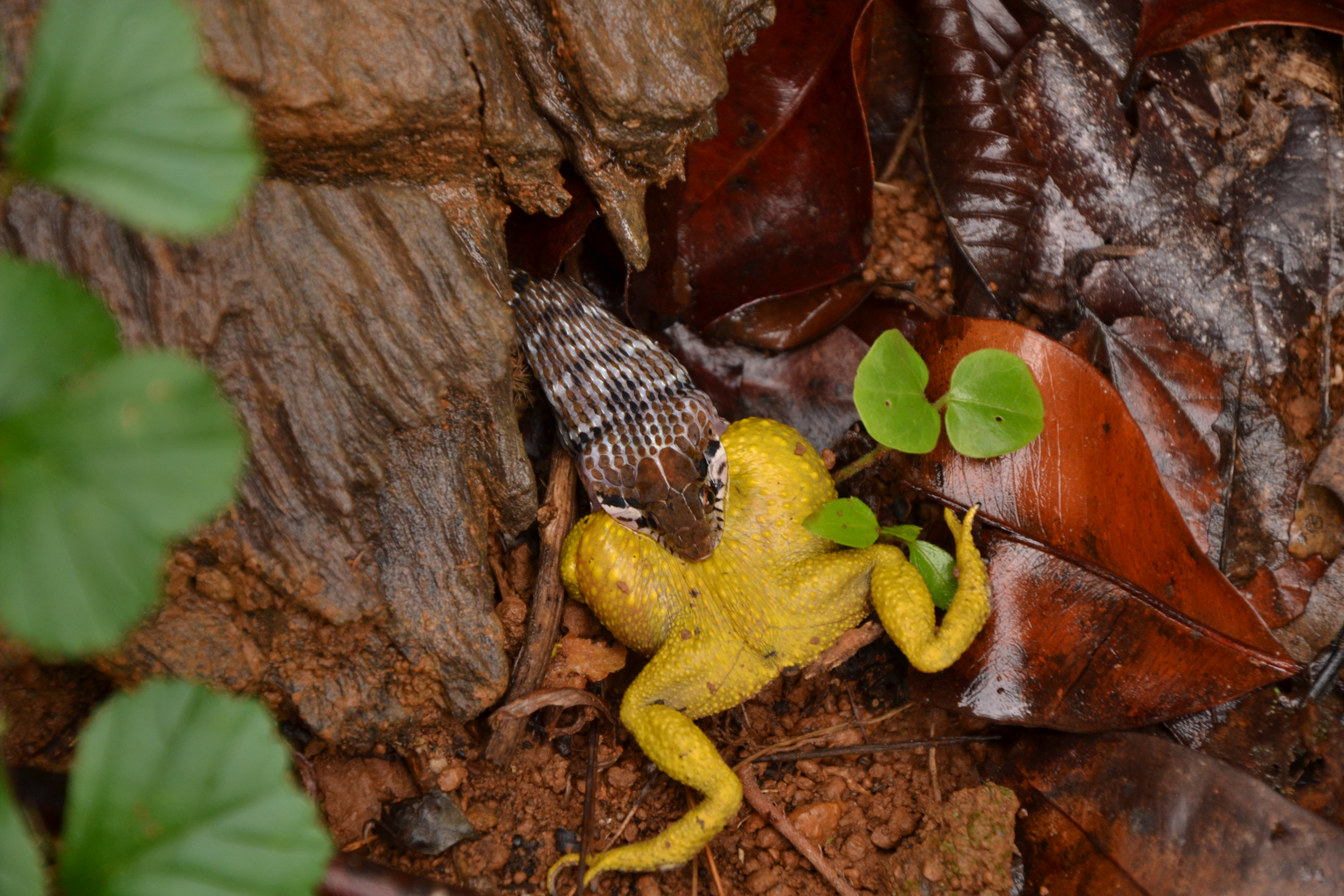
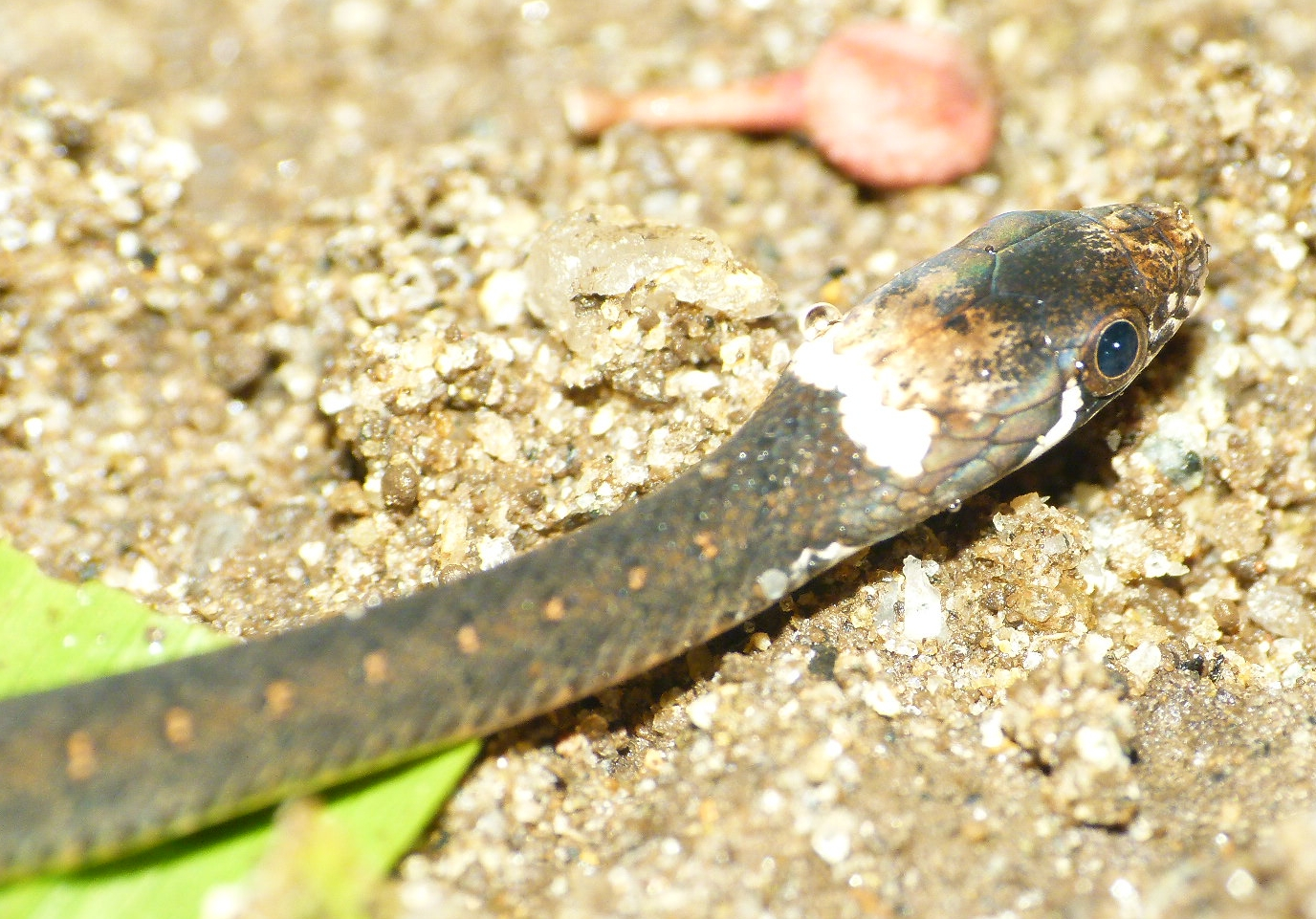
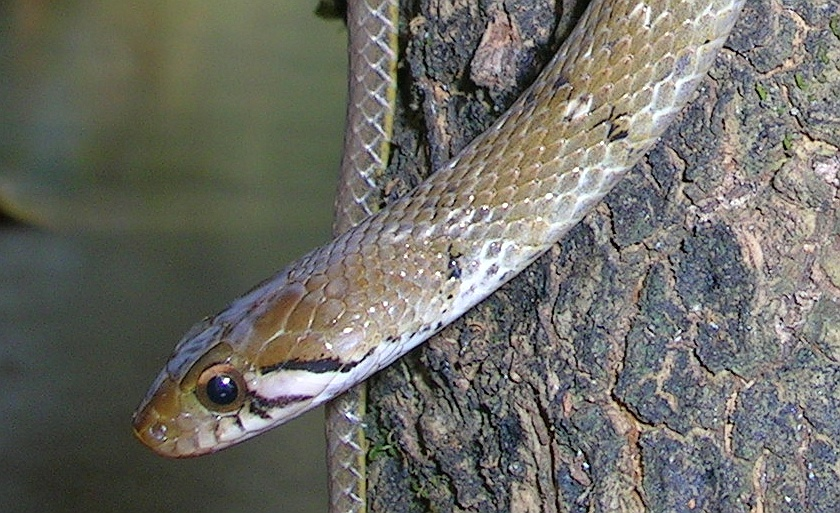